# Uscerno
Uscerno è una frazione del comune di Montegallo nella provincia di Ascoli Piceno. Il numero di abitanti del centro abitato era di 90 unità secondo il censimento del 2001, ma nei periodi estivi si possono raggiungere anche 250 residenti.
Gli interessi architettonici non sono molti, anche perché è una piccola frazione. Sono comunque da notare e visitare le due chiese, il rione "Le Tofa", posizionato all'estremità nord-est, il vecchio mulino allocato nelle vicinanze del torrente Fluvione che costeggia il paese.
Di fronte alla piazza della noce dove si svolge annualmente la sagra della castagna, non si può non vedere cosa successe molti anni fa quando un grosso pezzo di tufo si è staccato dalla collina provocando una gigantesca frana.
La natura offre castagneti verdi e  lo spettacolo della cascata e delle piccole grotte che si trovano fuori dal paese a circa 20 minuti di viaggio a piedi in direzione nord-ovest, inoltre sono interessanti i percorsi "turistici" all'interno della macchia mediterranea che permettono di raggiungere le altre località come Abetito, Cossinino, Propezzano, Bisignano, Meschia.
L'evento tipico più importante è quello che ogni ottobre presenta la Sagra della Castagna, la quale conta quasi 30 edizioni, che di solito si svolge la terza domenica di ottobre e offre marroni esclusivamente di produzione locale, dolci tipici, caldarroste, polenta con funghi porcini.
L'evento che invece con il tempo è andato per decadere è la festa di paese in onore della Madonna del Carmine sotto il periodo estivo, ma il patrono del paese è San Savino. La festa estiva negli anni passati ha vissuto un periodo di notorietà poiché un anno fu ospitato Little Tony, don Backy, Tiziana Rivale ecc.. negli anni del suo maggior successo.
Molto interessanti in questa frazione come in tutte le altre frazioni di Montegallo sono i particolari architettonici rilevabili in molte case. in particolare un portale con il simbolo Rosa+Croce e tre lettere ebraiche scolpite sopra questo simbolo. Le tre lettere sono il lamed vav teth che fanno riferimento ad una tradizione ebraica ashkenażita: lamed vav indica il numero 36 e il teth è l'iniziale di Tzadik/Zadik/Sadiq ossia il giusto, quindi i 36 giusti che salvano il mondo, infatti secondo questa tradizione il mondo sopravvive alla distruzione perché in ogni tempo ci sono 36 giusti per cui Dio non lo distruggerà nonostante tutti i malefici degli uomini.
Poco distante una scala che porta ad un ingresso con una pietra posta sopra il portale che riporta il motto Templare "Non Nobis Domine, Non Nobis, Sed Nomini Tuo Da Gloria".